# Red karpet (Nova TV)
Red karpet (izvorno Red Carpet) bio je hrvatski televizijski zabavni magazin koji je s emitovanjem krenuo 8. juna 2003. Voditelji projekta su bili Danijel Delale i Ivana Nanut.

## Koncept
Emisija se bavi vestima iz života bogatih i slavnih.

## Raspored emitovanja
Emisija je svoju premijeru doživela 8. juna 2003. na Novoj TV u 22.00 sata. Dan emitovanja se zadržao od tada, ali termin zavisi od trajanja programa koji je pre emisije; nekada je emitovanje počinjalo oko 22.50 ili 23.10. Dana 30. decembra 2012. godine prikazana je poslednja emisija te prestaje snimanje.

## Voditelji
Poslednji voditelji emisije su Danijel Delale i Ivana Nanut. U počecima emitovanja emisiju su vodili Dorijan Elezović i Monika Kravić, iako je voditeljsku palicu trebalo da preuzme Marin Tironi, pobednik rijaliti šoua Story SuperNova. Emisiju su vodile i Nikolina Božić, Linda Švarc, Mia Kovačić, Emilija Bunjac, Marta Žegura, Ana Stunić i Nikolina Pišek.

## Novinari
- Fani Stipković
- Ivana Nanut
- Nenad Hervatin
- Vedrana Pribačić
- Svjetlana Matić
- Iva Babić
- Hana Hadžiavdagić
- Boris Banović — modni kritičar

## Spoljašnje veze
- Zvanični sajt Архивирано на веб-сајту  (15. јануар 2012)